# Brasiliens håndboldlandshold (damer)
Brasiliens håndboldlandshold er det brasilianske landshold i håndbold for kvinder. De er reguleret af Confederação Brasileira de Handebol og deltager i internationale konkurrencer.

## Historie
Brasilien er Sydamerikas mest vindende kvindehåndboldlandshold, med i alt 10 guldmedaljer ved de panamerikanske mesterskaber og den eneste vundne VM-guldmedalje ved VM 2013 i Serbien.

### Soubaks første tid
Tilbage i 2009, ansatte det brasilianske håndboldforbund danske Morten Soubak, som landstræner, efter at han havde været klubtræner i den brasilianske håndboldliga, siden 2007. Med Soubak ved roret, gik man stærkt efter at få succes de næste mange år, ved de internationale slutrunder. Brasilien havde fået værtskabet for VM 2011, hvor man endte på en overraskende 5. plads. Holdets højre fløj og stjerne Alexandra do Nascimento, blev turneringens samlede topscorer med i alt 57 mål. Ved Sommer-OL 2012 i London, var Soubaks tropper nu blandt medaljefavoritterne og vandt tilmed den ene af OL-turneringens indledende gruppe, med sejre over Montenegro, Rusland og Kroatien i gruppekampene. Holdet sikrede sig gruppens førsteplads. Man blev dog slået ud af Norge i kvartfinalen, med cifrene 19-21, efter en tæt afslutning. Man endte som nummer 6, ved OL-turneringen. Allerede i starten af 00'erne, startede forbundet en aftale med den mange årige østrigske storklub Hypo Niederösterreich. Det er derfor størstedelen af de brasilianske spillere, spillede i den østrigske storklub, fra perioden 2002 til 2015. Morten Soubak, var også cheftræner i klubben i 2013.

### VM i Serbien
I 2013, kom den største succes og overraskelse, da holdet vandt VM i kvindehåndbold 2013 i Serbien, over værtsnationen i finalen 22-20. Holdet havde bl.a. slået Danmark, i VM-semifinalen. Det var første gang at et sydamerikansk hold, vandt VM i kvindehåndbold og det andet ikke-europæiske land til at vinde, efter Sydkorea i 1995.
Efter succesen i 2013, forlod næsten alle spillerne i østrigske Hypo Niederösterreich klubben og skiftede til andre europæiske storklubber, til blandt andre rumænske CSM Bucuresti og HCM Baia Mare.
I 2015, kom holdet som forsvarende verdensmestre fra 2013 til VM 2015 i Danmark. Holdet gjorde rent bord ved det indledende gruppespil, med sejr over blandt andre Tyskland og Frankrig. Man tabte højest overraskende til Rumænien, allerede i VM-turneringens ottendedelsfinale og endte på en samlet 10. plads.

### OL på hjemmebane
Året efter VM i 2015, afholdte Brasilien Sommer-OL 2016 i Rio de Janeiro, hvor man havde rejst sig efter VM-skuffelsen og vandt igen den ene af turneringens gruppespil. Allerede i åbningskampen, vandt holdet, højest overraskende, de forsvarende VM-vindere og turneringens klare storfavoritter fra Norge. Holdet var nu en af turneringens favoritter til OL-guld på hjemmebane. I kvartfinalen mødte man Holland, der var endt som nummer fire i deres gruppe og havde lige akkurat avanceret sig til kvartfinalen. Efter brasilianernes flotte spil gennem hele turneringen, måtte de se sig slået af VM-sølvvinderne. Dermed røg drømmen, om den ultimative OL-guldmedalje på hjemmebane. Få måneder efter, stoppede mange af de bærende profiler på holdet, grundet karrierestop. Den danske træner Morten Soubak, meddelte også i december samme år, hans afsked.

### Spansk erstatning og de videre år
Forbundet ansatte i 2017, den spanske succestræner Jorge Dueñas, som landstræner. Holdet vandt den seneste udgave af de panamerikanske mesterskaber i 2017 og ligeledes det Syd- og Centralamerikanske mesterskab i 2018. Holdet vandt også guld. ved South American Games i 2018 i Cochabamba og Pan American Games 2019 i Lima.
Siden Sommer-OL 2016, har brasiliansk kvindehåndbold ikke været i den absolutte verdenstop som Morten Soubak og co. ellers havde tilkæmpet sig i gennem årene. Ved den seneste VM-slutrunde i VM 2019 i Japan, blev man nummer 17.
Man endte på en skuffende 11. plads ved Sommer-OL 2020 i Tokyo, efter ellers sejr over Ungarn og uafgjort mod Rusland.

## Statistik

### GF World Cup
- 2006: 7.-plads

### VM
- 1995: 17-20.plads
- 1997: 23.-plads
- 1999: 16.-plads
- 2001: 12.-plads
- 2003: 20.-plads
- 2005: 7.-plads
- 2007: 14.-plads
- 2009: 15.-plads
- 2011: 5.-plads
- 2013: .-plads
- 2015: 10.-plads
- 2017: 18.-plads
- 2019: 17.-plads
- 2021: 6.-plads
- 2023: 9.-plads

### OL
| År   | Plads     |
| ---- | --------- |
| 2000 | 8.-plads  |
| 2004 | 7.-plads  |
| 2008 | 9.-plads  |
| 2012 | 6.-plads  |
| 2016 | 5.-plads  |
| 2020 | 11.-plads |
| 2024 | 7.-plads  |

### Syd- og Mellemamerikamesterskabet
- 2018:  Guld
- 2021:  Guld
- 2022:  Guld

### Panamerikanske lege
| År                  | Plads  |
| ------------------- | ------ |
| 1987 Indianapolis   | Bronze |
| 1995 Mar del Plata  | Bronze |
| 1999 Winnipeg       | Guld   |
| 2003 Santa Domingo  | Guld   |
| 2007 Rio de Janeiro | Guld   |
| 2011 Guadalajara    | Guld   |
| 2015 Toronto        | Guld   |
| 2019 Lima           | Guld   |
| 2023 Santiago       | Guld   |

## Nuværende trup
Den aktuelle spillertrup til Sommer-OL 2024 i Paris.
Cheftræner:  Cristiano Silva
| Nr. | Navn                      | Position     | Alder                      | Kampe | Mål | Klub                      |
| --- | ------------------------- | ------------ | -------------------------- | ----- | --- | ------------------------- |
| 1   | Gabriela Moreschi         | Venstre back | 8. juli 1994 (30 år)       | 79    | 0   | CSM București             |
| 2   | Bruna de Paula            | Venstre back | 26. september 1996 (28 år) | 102   | 332 | Győri ETO KC              |
| 6   | Mariane Fernándes         | Venstre back | 4. januar 1997 (28 år)     | 49    | 113 | MKS Zagłębie Lubin        |
| 7   | Tamires Morena Lima       | Stregspiller | 16. maj 1994 (30 år)       | 157   | 260 | CS Gloria Bistrița-Năsăud |
| 14  | Ana Cláudia Bolzan        | Venstre fløj | 15. juli 1996 (28 år)      | 29    | 49  | Benfica                   |
| 20  | Larissa Araújo            | Venstre fløj | 1. juli 1992 (32 år)       | 107   | 230 | CSM Corona Brașov         |
| 21  | Adriana Cardoso de Castro | Højre fløj   | 29. oktober 1990 (34 år)   | 85    | 360 | Kontraktløs               |
| 22  | Samara Vieira             | Venstre back | 7. oktober 1991 (33 år)    | 49    | 85  | Konyaaltı Bld. SK         |
| 23  | Giulia Guarieiro          | Venstre back | 24. juli 1995 (29 år)      | 55    | 84  | BM Granollers             |
| 30  | Gabriela Bitolo           | Højre back   | 1. april 1999 (25 år)      | 27    | 35  | CBF Málaga Costa del Sol  |
| 36  | Marcela Arounian          | Stregspiller | 7. januar 2000 (25 år)     | 31    | 43  | BM Aula Cultural          |
| 42  | Jhennifer Lopes           | Playmaker    | 28. august 2000 (24 år)    | 26    | 15  | BM Remudas                |
| 49  | Patrícia Matieli          | Playmaker    | 8. november 1988 (36 år)   | 100   | 144 | MKS Zagłębie Lubin        |
| 77  | Kelly de Abreu Rosa       | Målvogter    | 25. januar 2004 (21 år)    | 10    | 24  | CB Elche                  |
| 87  | Renata Arruda             | Målvogter    | 18. februar 1999 (26 år)   | 59    | 7   | CS Gloria Bistrița-Năsăud |